# Aceratium pachypetalum
Aceratium pachypetalum är en tvåhjärtbladig växtart som beskrevs av Schlechter. Aceratium pachypetalum ingår i släktet Aceratium och familjen Elaeocarpaceae. Inga underarter finns listade i Catalogue of Life.